# Агдестейн, Эспен
Эспен Агдестейн (норв. Espen Agdestein, род. 7 февраля 1965) — норвежский бизнесмен и шахматист, мастер ФИДЕ.
Старший брат гроссмейстера С. Агдестейна.
Разделил 2—3 места в чемпионате Норвегии 1984 г. Участник дележа 3-го места в чемпионате Норвегии 1983 г.
В составе сборной Норвегии участник шахматных олимпиад 1984 и 1994 гг., Кубка северных стран 1985 г.
Участник многих командных чемпионатов Норвегии в составе клуба «Oslo Schakselskap».
Участник традиционных международных турниров в Гаусдале (1981, 1982, 1986 гг.).
В 2001 г. основал журнал «Art of Taste». В 2006 г. журнал был продан компании «Hjemmet Mortensen AB», а сам Э. Агдестейн занял пост директора этой компании (ныне входит в состав «The Egmont Group»). В 2009 г. Э. Агдестейн покинул должность директора «Hjemmet Mortensen AB», чтобы стать менеджером чемпиона мира М. Карлсена. Также Э. Агдестейн является соучредителем крупнейшего в Норвегии венчурного фонда «Idekapital», совладельцем и членом совета директоров компании М. Карлсена «Play Magnus».

## Основные спортивные результаты
| Год  | Город        | Соревнование                                                  | + | − | = | Результат | Место         |
| ---- | ------------ | ------------------------------------------------------------- | - | - | - | --------- | ------------- |
| 1982 | Лиллехаммер  | Чемпионат Норвегии                                            | 2 | 4 | 3 | 3½ из 9   | 7—8           |
| 1983 | Тронхейм     | Чемпионат Норвегии                                            | 2 | 1 | 6 | 5 из 9    | 3—6           |
| 1984 | Осло         | Чемпионат Норвегии                                            | 5 | 1 | 5 | 7½ из 11  | 2—3           |
|      | Салоники     | XXVI Олимпиада (сборная Норвегии, 2-й запасной)               | 1 | 2 | 4 | 3 из 7    |               |
| 1985 | Осло         | Международный турнир                                          | 2 | 2 | 5 | 4½ из 9   | 6             |
|      | Копенаген    | Международный турнир «Politiken Cup»                          | 2 | 2 | 6 | 5 из 10   | [ 10 ] [ 11 ] |
|      | Похья        | Командный турнир северных стран (сборная Норвегии, ?-я доска) | 0 | 3 | 4 | 2 из 7    |               |
| 1986 | Стейнхьер    | Чемпионат Норвегии                                            | 2 | 2 | 5 | 4½ из 9   | 4—6           |
| 1987 | Кристиансанн | Чемпионат Норвегии                                            | 0 | 1 | 8 | 4 из 9    | 9—10          |
| 1988 | Аскер        | Чемпионат Норвегии                                            | 2 | 2 | 5 | 4½ из 9   | 8—10          |
| 1994 | Москва       | XXXI Олимпиада (сборная Норвегии, 2-й запасной)               | 4 | 0 | 5 | 6½ из 9   |               |

## Изменения рейтинга
| Графики недоступны из-за технических проблем. См. информацию на Фабрикаторе и на mediawiki.org. |